# Podocrella harposporifera
Podocrella harposporifera är en svampart som först beskrevs av Samuels, och fick sitt nu gällande namn av Chaverri & Samuels 2005. Podocrella harposporifera ingår i släktet Podocrella och familjen Clavicipitaceae.   Inga underarter finns listade i Catalogue of Life.